# Montesa Cota 349/350
Montesa Cota 349 i Cota 350 varen ser les dues denominacions comercials successives que adoptà entre 1979 i 1984 el model superior de la gamma Cota de motocicletes de trial de Montesa. Creada com a successora de la Cota 348, la Cota 349 estigué en producció de 1979 a 1982, passant a anomenar-se Cota 350 de 1983 a 1984. A banda, d'ençà de 1982 i durant un breu període la Cota 349 fou comercialitzada per Honda sota la denominació MH 349 a través de la seva xarxa de concessionaris a Europa.
Al llarg de la vida comercial d'aquest model se'n fabricaren diverses versions, totes elles amb les següents característiques generals: conjunt dipòsit-selló d'una sola peça abatible, motor de dos temps monocilíndric refrigerat per aire de 349,6 cc amb canvi de 6 velocitats, bastidor de doble bressol, frens de tambor i amortidors de forquilla convencional davant i telescòpics darrere. Pel que fa a l'estètica, tot i que inicialment era molt semblant a la 348, la Cota 349 se'n començà a diferenciar ben aviat, essent per exemple la primera Montesa de trial de gamma alta que canvià el seu tradicional color vermell (concretament al blanc, el 1981, un any després que ho fessin la Cota 123 i la Cota 200).
Presentada el mes de juliol de 1979, la Cota 349 continuava amb la tendència imperant a l'època de progressiva escalada de la cilindrada, passant dels 305,8 cc de la seva predecessora als 349,6 cc (amb el consegüent augment de potència que la portava a oferir 20,5 CV, pels 16 de la Cota 348). Com era habitual amb les Cota, la 349 es vengué molt bé arreu del món juntament amb la resta de models de la gamma i, esportivament parlant, assolí nombrosos triomfs internacionals. Fou justament amb aquest model que Montesa aconseguí el seu primer Campionat del Món de trial de pilots, quan Ulf Karlson el guanyà el 1980 amb el prototipus de la futura 349 blanca.

## Història

### Característiques

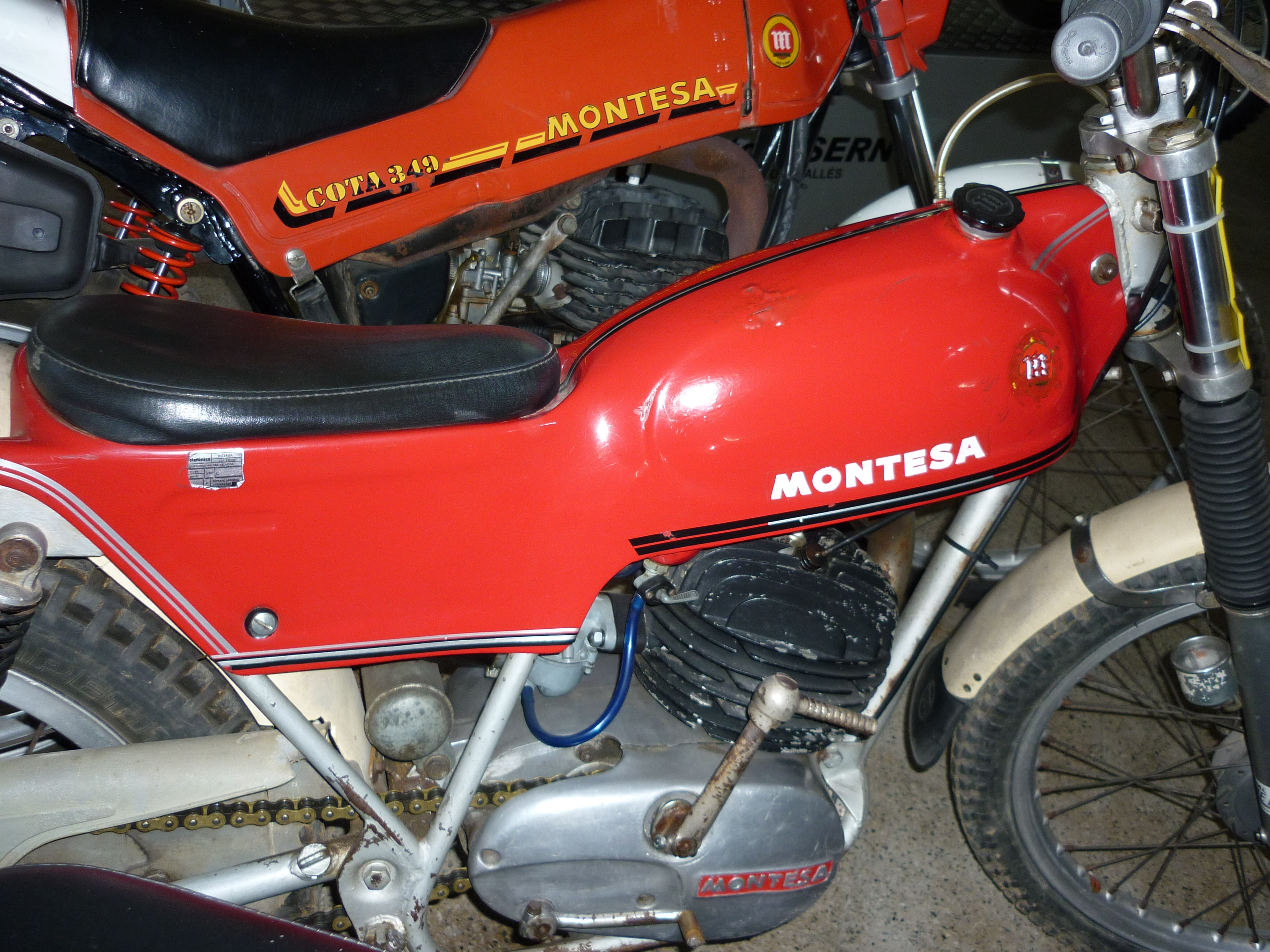
Darrera: Dipòsit d'una Cota 349 de 1980 on s'aprecia el tub mesurador de la benzina

Tot i que la primera versió de Cota 349 no presentava gaire diferències estètiques envers la seva antecessora, la Cota 348, sí que en tenia de considerables en l'apartat mecànic. Del motor en destacaven els nous càrters fabricats en magnesi, els diferents desenvolupaments de canvi i els nous tub d'escapament i silenciador. D'altra banda, allò que cridava més l'atenció era el nou xassís de doble bressol, obert i subjectat per una planxa d'alumini a la part de sota i obert també a la part del darrere.
En l'apartat estètic hi destacava el pràctic nivell de benzina situat al costat dret del dipòsit, una innovació que consistia en un tub o "macarró" de plàstic transparent que permetia veure quanta benzina quedava al dipòsit (un sistema, d'altra banda, ja emprat per Montesa en alguna antiga Brío de carretera). D'altra banda, era la primera vegada que el conjunt dipòsit-selló deixava de ser de fibra de vidre, essent ara de plàstic. Les franges adhesives en color groc i negre tot al llarg del conjunt i la inscripció "349" a la seva part posterior li atorgaven també un fort caràcter visual.
Un cop en marxa, el seu poderós motor oferia una gran potència (20,5 CV, producte de l'augment de cilindrada a 349,6 cc) i un comportament fiable que ha estat comparat de vegades amb el d'un «tractor».
Cal dir que la Cota 349 i la 350 varen ser dos models exclusivament pensats per al trial i, per tant, per primera vegada en molts anys no se'n varen fabricar les tradicionals versions de tipus "trail", tan típiques en anteriors models com ara la Cota 348 Trail o la Cota 247-T.

### Honda i la MH 349

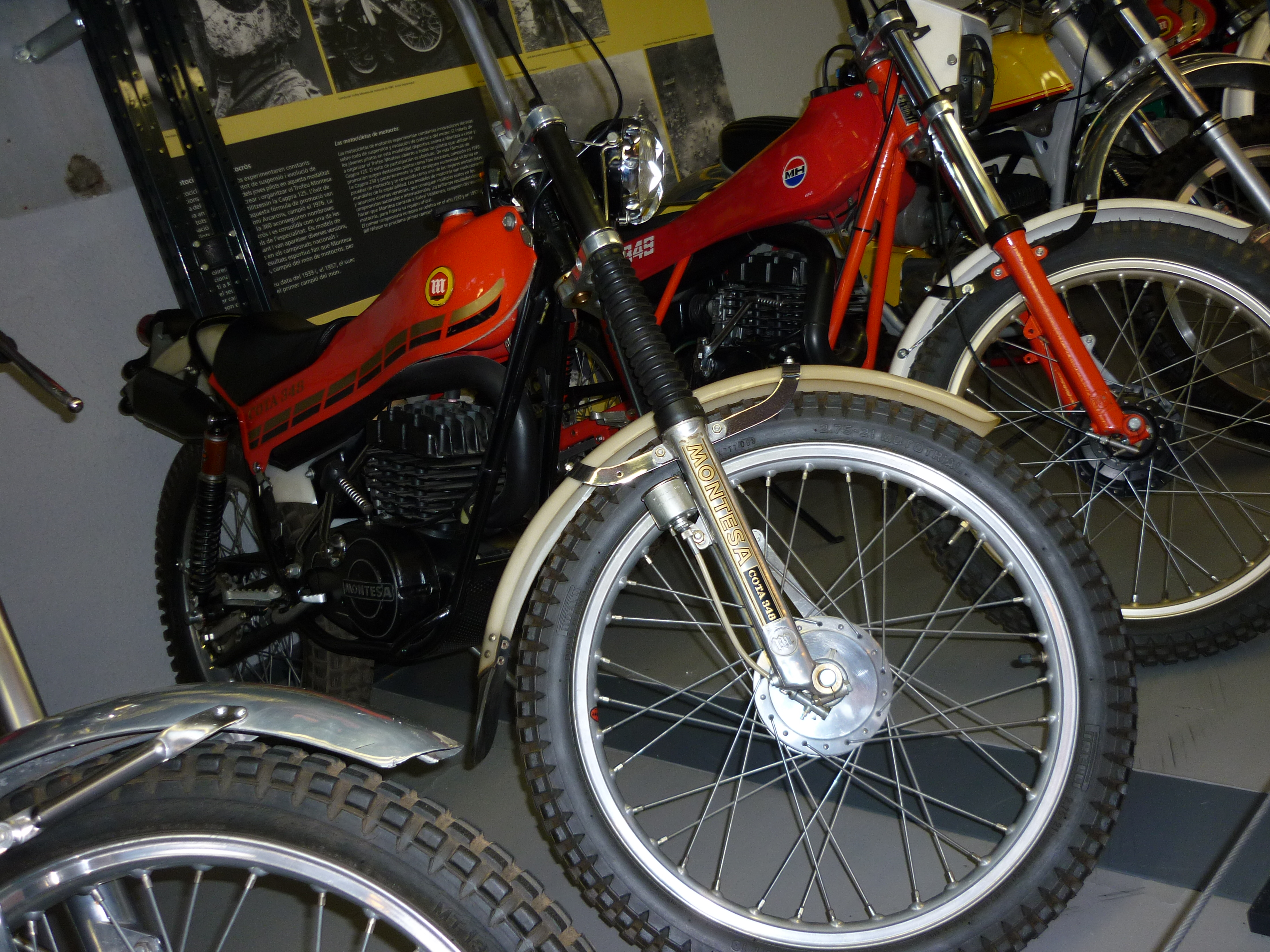
Dreta (mig tapada): MH 349 de 1982

A finals de la dècada de 1970, la crisi del sector a l'estat espanyol i les fortes vagues agreujaren la situació financera de l'empresa fins a fer-la entrar en suspensió de pagaments el setembre de 1983. Montesa evità el tancament tot arribant a un acord amb Honda Motor (l'any 1982) que desembocà en la creació d'una nova societat: Montesa Honda, S.A. La nova entitat seguí comercialitzant les Cota 125, 200 i 349, tot i que amb unes versions especials fabricades sota les sigles "MH" per a distribuir-les mitjançant la seva xarxa de vendes a Europa.
Atès que en aquell moment Honda produïa un model de trial encara poc competitiu (la TRL, amb motor de quatre temps) els japonesos varen decidir aprofitar la tecnologia de trial catalana, de provat resultat. L'única cosa que varen haver de fer fou agafar les Cota que hi havia en producció (la Cota 349 versió "82", la Cota 123 i la Cota 200) i canviar-los els adhesius de "Montesa" per uns de nous amb el logotip "MH", pintar-les d'un color vermell mat més tirant cap al carbassa -amb uns adhesius blancs horitzontals- i pràcticament no hi varen canviar res més. Era una operació comercial encaminada a alliberar estocs no venuts.
La comercialització de les MH a Europa va durar un parell d'anys escassos, fins que el tema dels distribuïdors, tant a l'estat espanyol com a la resta del món, va quedar clar. Poc després, l'u de juliol de 1986, Honda absorbí finalment Montesa Honda, S.A., tot apropiant-se de les instal·lacions i treballadors restants de Montesa a Esplugues de Llobregat, però aleshores va decidir discontinuar les MH i seguir produint les "Montesa Cota" amb el seu nom comercial tradicional, un nom que ha durat fins als nostres dies.

## Palmarès esportiu
A començaments de la dècada de 1980, bona part dels millors pilots de trial del moment pilotaven la Cota 349. A banda dels històrics pilots de la marca (com ara Karlson, Malcolm Rathmell, Rob Edwards o Jean-Marie Lejeune) molts antics oficials de Bultaco passaren a ingressar l'equip de Montesa en fer fallida la marca de Sant Adrià de Besòs. L'un darrere l'altre, Yrjö Vesterinen, Manuel Soler i Charles Coutard protagonitzaren sonats canvis de marca entre 1979 i 1980; Toni Gorgot ho va fer també el 1982, procedent d'OSSA. Tots ells assoliren nombrosos èxits internacionals amb la seva nova muntura, uns triomfs que -afegits als obtinguts per la resta de membres de l'equip oficial- varen acumular un palmarès brillant per a la Cota 349 del qual cal esmentar-ne, entre d'altres, els següents èxits:
- 1980:

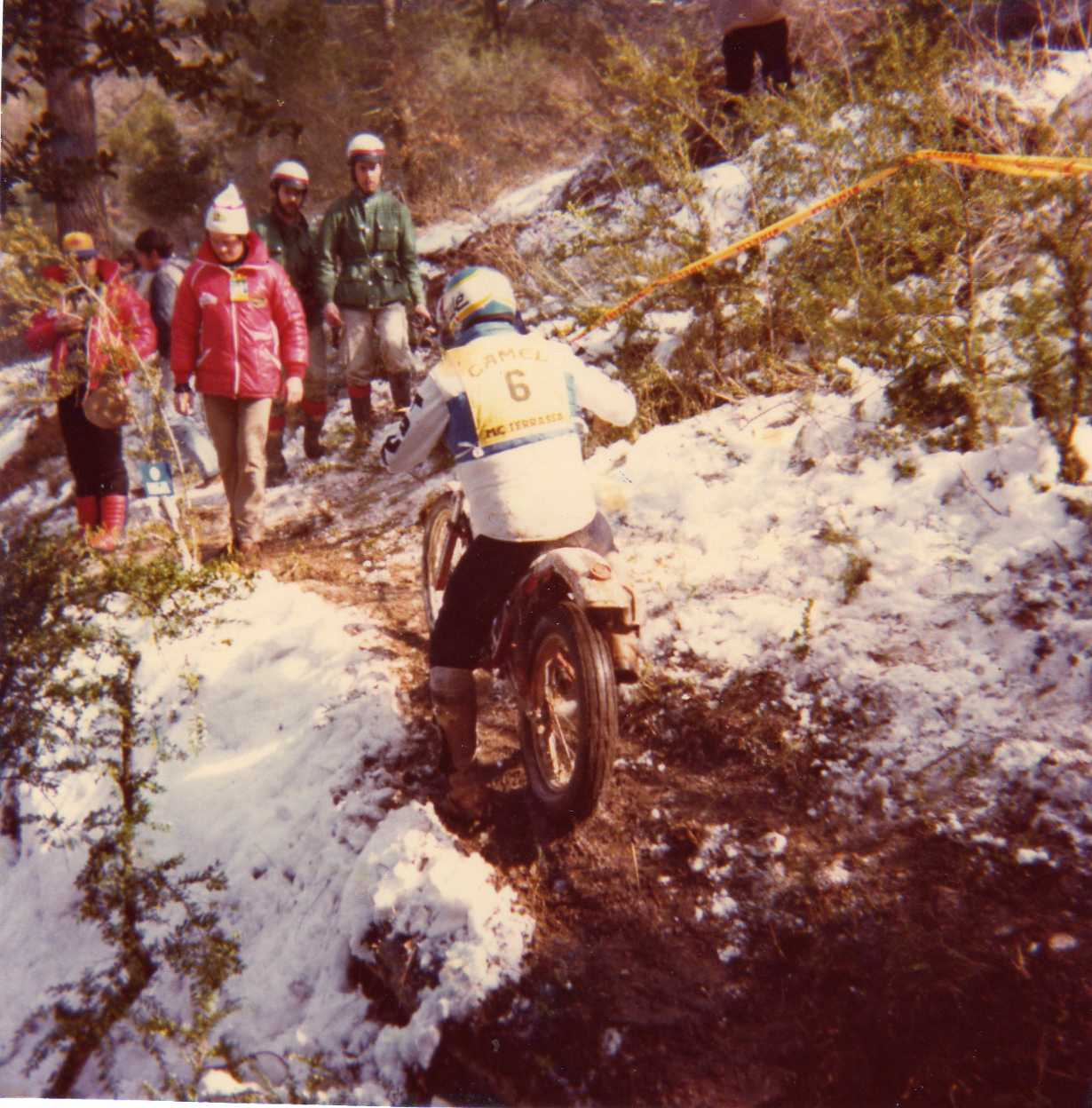
Manuel Soler amb la Cota 349 el febrer de 1981, camí de la seva victòria al Trial de Sant Llorenç

  - Campionat del Món de pilots, guanyat per Ulf Karlson.
  - Campionat del Món de fabricants per a Montesa (amb Ulf Karlson, Yrjö Vesterinen i Manuel Soler com a millors classificats amb la marca).
  - Victòria als Sis Dies d'Escòcia de Trial d'Yrjö Vesterinen, esdevenint de passada el primer no britànic a guanyar la prova.1
  - Victòria al Scott Trial de Malcolm Rathmell, per segon any consecutiu.
  - Campionat dels EUA, guanyat per Marland Whaley per segon any consecutiu.[10]

1. ^ El 1979, Malcolm Rathmell havia guanyat la prova amb una Montesa Cota 348, un dels darrers prototipus anteriors al llançament de la 349.

- 1981:
  - Campionat del Món de fabricants per a Montesa (amb Ulf Karlson, Manuel Soler i Charles Coutard com a millors classificats amb la marca).[11]
  - Victòria de Manuel Soler al Trial de Sant Llorenç i als Grans Premis d'Àustria i Alemanya.
  - Campionat britànic, guanyat per Malcolm Rathmell.
- 1982:
  - Campionat d'Espanya, guanyat per Toni Gorgot.
- 1983:
  - Campionat d'Espanya, guanyat per Toni Gorgot.
  - Victòria als Sis Dies d'Escòcia de Trial de Toni Gorgot, esdevenint de passada el primer català a guanyar la prova.

## Versions
Totes les versions que es varen fabricar de les Cota 349 i 350 s'identificaven amb el mateix codi de model que la Cota 348, el 51M.

### Llista de versions produïdes
| Versió                    | Cilindrada                | Anys                      | Núm. Sèrie                | Unitats | Pintura dipòsit                         |
| ------------------------- | ------------------------- | ------------------------- | ------------------------- | ------- | --------------------------------------- |
| Cota 349 "79"             | 349,6 cc                  | 1979                      | 51M15709                  | 2.400   | Vermell amb franges negra i groga       |
| Cota 349 "80"             | 349,6 cc                  | 1980                      | 51M15709                  | 2.400   | Vermell amb franges negra i groga doble |
| Cota 349 "81"             | 349,6 cc                  | 1981                      | 51M20920                  | 3.000   | Blanc                                   |
| Cota 349 "82"             | 349,6 cc                  | 1982                      | 51M24524                  | 2.000   | Vermell amb parafangs grisos            |
| MH 349                    | 349,6 cc                  | 1982 - 1983               | -                         | ?       | Vermell carbassós amb franges blanques  |
| Cota 350                  | 349,6 cc                  | 1983 - 1984               | 51M26345                  | 500     | Vermell amb parafangs vermells          |
| Total d'unitats produïdes | Total d'unitats produïdes | Total d'unitats produïdes | Total d'unitats produïdes | 7.900   |                                         |

Notes
1. 1 2  El total de 2.400 unitats correspon al global de les versions "79" i "80"
2. ↑  Sense comptar la MH 349

### Versió "79"
La primera Cota 349 es distingia a primer cop d'ull de la Cota 348 pel seu dipòsit de plàstic, essent el primer model de Cota que abandonava la tradicional fibra de vidre. A més a més, se li incorporava un pràctic tubet exterior a la dreta que feia de mesurador de benzina. El selló era una mica més gran que el de la Cota 348. Pel que fa al motor, seguia essent negre i el cilindre mantenia l'aletejat arrissat, augmentant de mida a causa de l'increment de cilindrada. El xassís era un altre canvi important, ja que ara quedava interromput sota el motor, el qual es protegia amb una planxa d'alumini. El silenciador final era molt voluminós.
Fitxa tècnica
| Versió "79"        | Versió "79"                       | Versió "79" |
| ------------------ | --------------------------------- | ----------- |
|                    | Cota 349                          |             |
| Núm. Sèrie         | 51M15709                          |             |
| Anys               | 1979                              |             |
| CC                 | 349,6                             |             |
| Diàmetre x Carrera | 83,4 x 64 mm                      |             |
| Compressió         | 8,5:1                             |             |
| CV                 | 16 a 5.500 rpm                    |             |
| Carburador         | Amal 27 mm                        |             |
| Canvi              | 6 velocitats                      |             |
| Suspensió davant   | Forquilla telescòpica             |             |
| Suspensió darrera  | Amortidors hidràulics             |             |
| Pneumàtic davant   | 2,75 x 21                         |             |
| Pneumàtic darrera  | 4,00 x 18                         |             |
| Frens davant       | Tambor 110 mm                     |             |
| Frens darrera      | Tambor 110 mm                     |             |
| Pes en sec         | 94 Kg                             |             |
| Capacitat dipòsit  | 5 litres                          |             |
| Pintura dipòsit    | Vermell amb franges negra i groga |             |

### Versió "80"

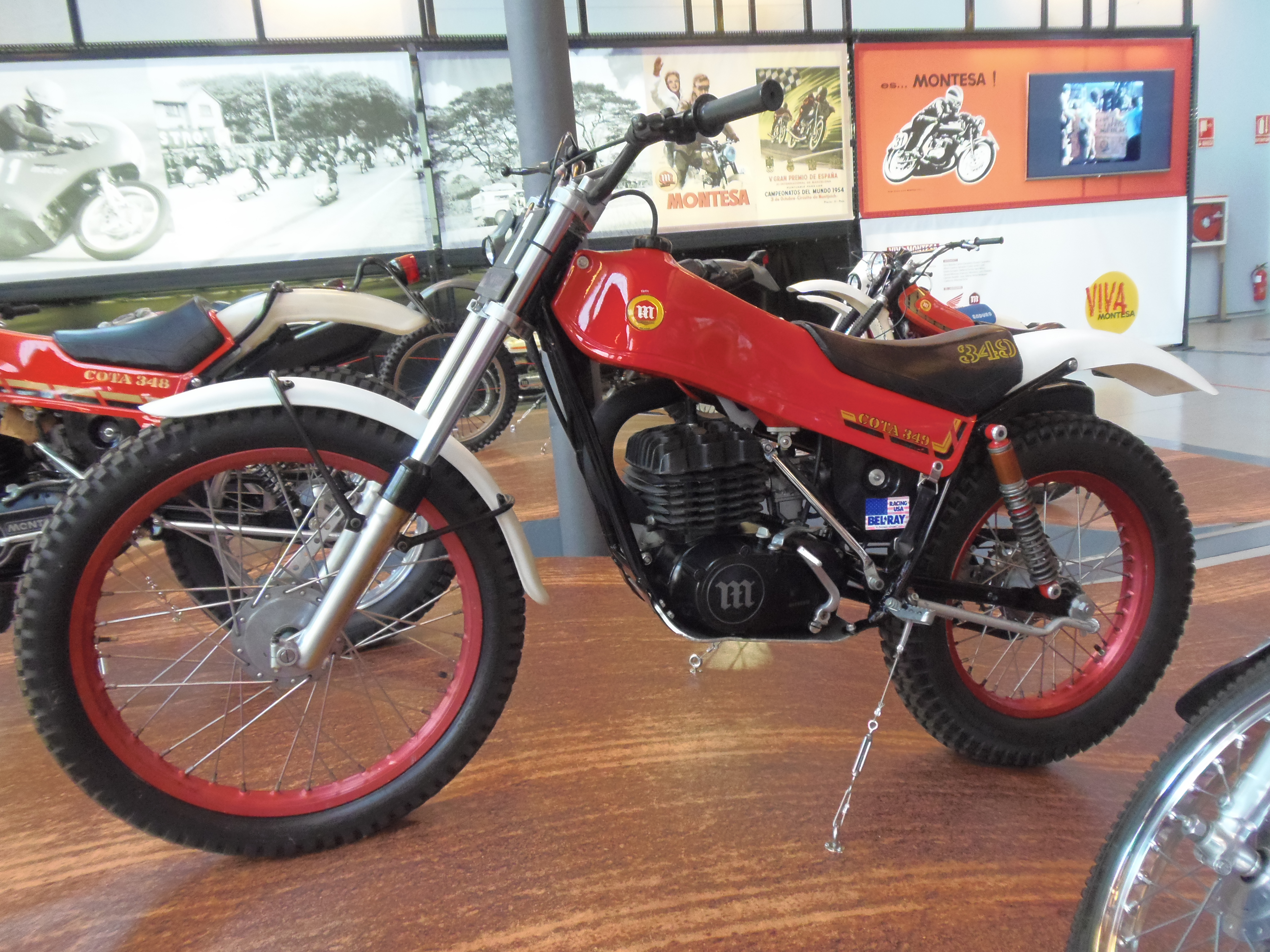
La Cota 349 amb què Marland Whaley guanyà el Campionat dels EUA de 1980

La versió "80" es distingia estèticament de l'anterior pel nou disseny de les franges adhesives del conjunt dipòsit-selló, ja que ara la groga era doble (estava dividida pel mig). Els amortidors, Hidrobag, eren ara vermells en comptes de negres. D'altres novetats eren la incorporació del tensor de cadena i el canvi de disseny del pilot del darrere, que passava s ser quadrat en comptes de rodó. La velocitat màxima de la moto era de 105 km/h.
Fitxa tècnica
| Versió "80"        | Versió "80"                             | Versió "80" |
| ------------------ | --------------------------------------- | ----------- |
|                    | Cota 349                                |             |
| Núm. Sèrie         | 51M15709                                |             |
| Anys               | 1979                                    |             |
| CC                 | 349,6                                   |             |
| Diàmetre x Carrera | 83,4 x 64 mm                            |             |
| Compressió         | 8,5:1                                   |             |
| CV                 | 16 a 5.500 rpm                          |             |
| Carburador         | Amal 27 mm                              |             |
| Canvi              | 6 velocitats                            |             |
| Suspensió davant   | Forquilla telescòpica                   |             |
| Suspensió darrera  | Amortidors hidràulics                   |             |
| Pneumàtic davant   | 2,75 x 21                               |             |
| Pneumàtic darrera  | 4,00 x 18                               |             |
| Frens davant       | Tambor 110 mm                           |             |
| Frens darrera      | Tambor 110 mm                           |             |
| Pes en sec         | 94 Kg                                   |             |
| Capacitat dipòsit  | 5 litres                                |             |
| Pintura dipòsit    | Vermell amb franges negra i groga doble |             |

### Versió "81"

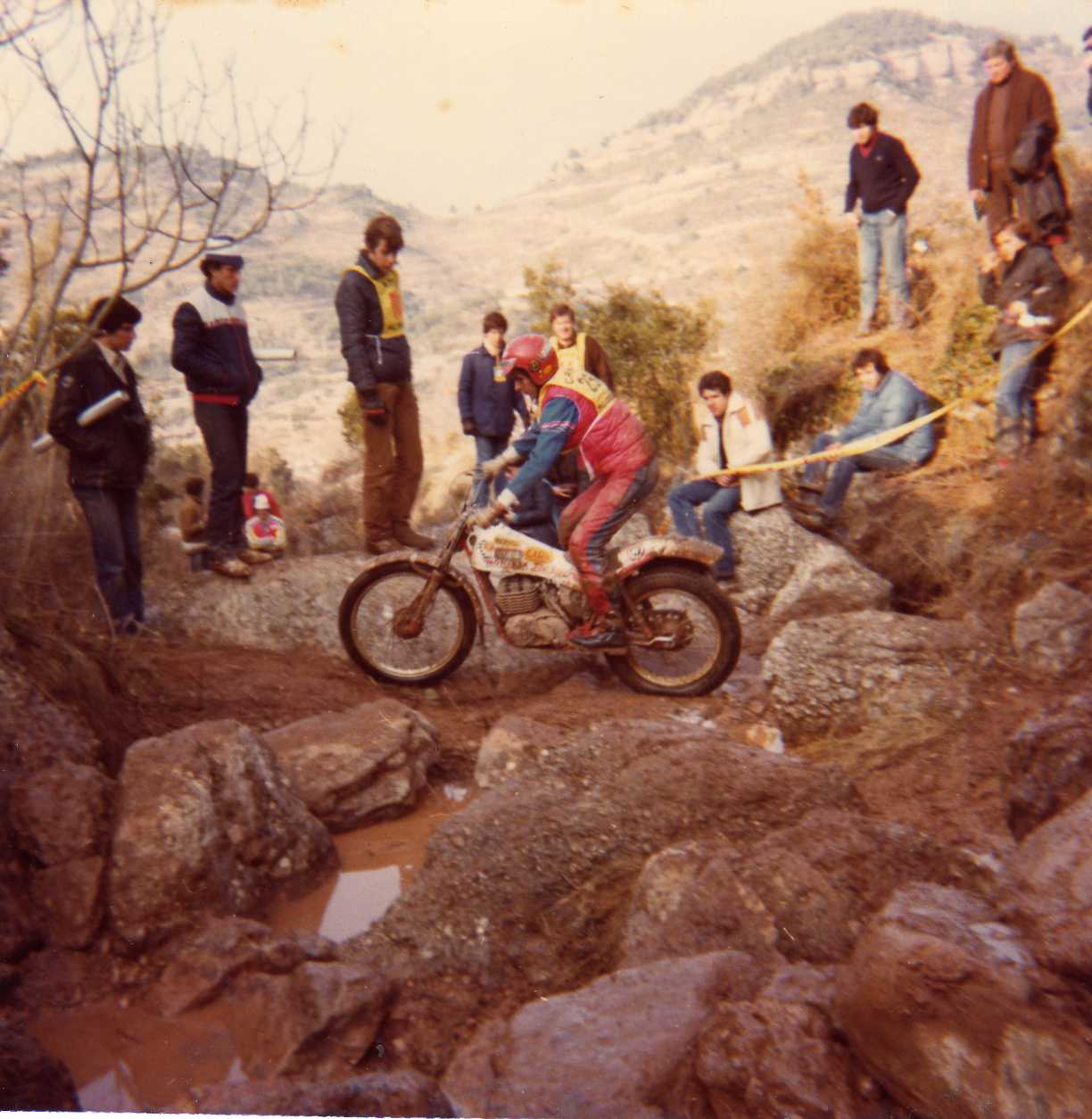
Pere Ollé amb la Cota 349 "81" al Trial de Sant Llorenç de

La versió de 1981 patí un redisseny integral i sorprengué pel seu canvi radical d'imatge: el nou conjunt dipòsit-selló, més estret, abandonava el tradicional color vermell de la gamma Cota i esdevenia totalment blanc, amb unes petites ratlles horitzontals blaves. Els nombrosos canvis estètics, però, no s'acabaven aquí sinó que incloïen una placa porta-far i porta-número de plàstic blanc i el nou color vermell del xassís i la forquilla anterior (aquesta, a més, ara sense gomes protectores).
Tècnicament, la nova Cota 349 era una rèplica exacta de la que havia portat Ulf Karlson durant la temporada 1980 i amb la qual havia guanyat el Campionat del Món. Per tant, incloïa importants millores tècniques respecte a l'anterior model que afectaven l'aspecte funcional de la moto, com ara el nou silenciador final (més estret, aixafat) i els amortidors del darrere, ara Betor. Diversos canvis al xassís aconseguien una considerable millora de maniobrabilitat als viratges tancats, combinada amb una major capacitat d'absorció i penetració en grans desnivells gràcies als canvis en les suspensions.
Fitxa tècnica
| Versió "81"        | Versió "81"                 | Versió "81" |
| ------------------ | --------------------------- | ----------- |
|                    | Cota 349                    |             |
| Núm. Sèrie         | 51M20920                    |             |
| Anys               | 1981                        |             |
| CC                 | 349,6                       |             |
| Diàmetre x Carrera | 83,4 x 64 mm                |             |
| Compressió         | 8,5:1                       |             |
| CV                 | 20,5 a 5.500 rpm            |             |
| Carburador         | Amal 27 mm                  |             |
| Canvi              | 6 velocitats                |             |
| Suspensió davant   | Forquilla telescòpica       |             |
| Suspensió darrera  | Amortidors hidràulics Betor |             |
| Pneumàtic davant   | 2,75 x 21                   |             |
| Pneumàtic darrera  | 4,00 x 18                   |             |
| Frens davant       | Tambor 110 mm               |             |
| Frens darrera      | Tambor 110 mm               |             |
| Pes en sec         | 93 Kg                       |             |
| Capacitat dipòsit  | 5,5 litres                  |             |
| Pintura dipòsit    | Blanc                       |             |

### Versió "82"

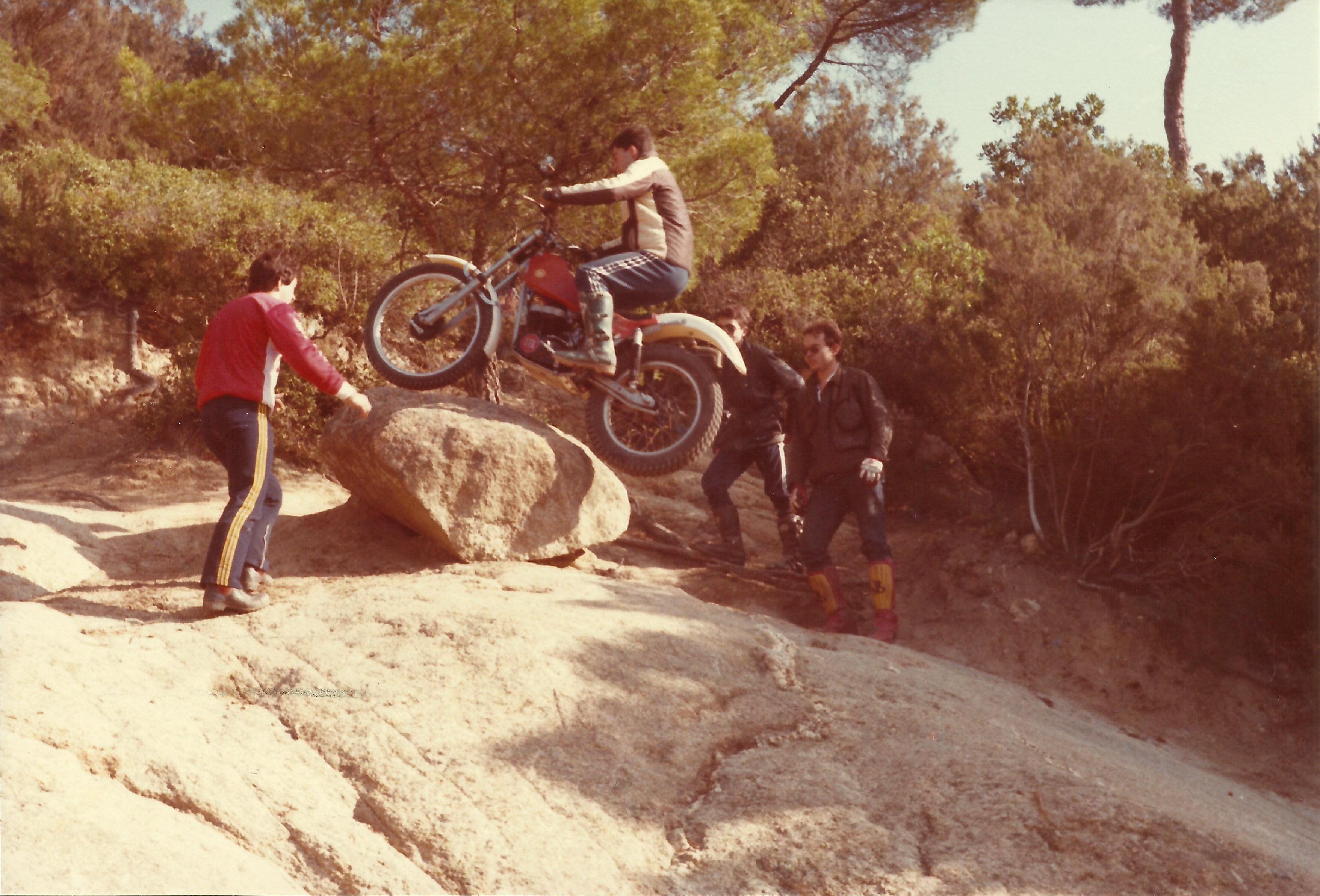
Un afeccionat practicant el trial amb una Cota 349 "82" el 1984 a Cabrils

La versió de 1982 tornava a renovar completament l'estètica del model, apostant per la combinació del vermell i el gris: el nou conjunt dipòsit-selló era vermell i els parafangs, xassís, culata i forquilla eren grisos. El xassís, la i palanca d'engegada i el tub d'escapament eren nous, essent el darrer de tipus bufanda. La subjecció del far era ara per varetes.
Fitxa tècnica
| Versió "82"        | Versió "82"                  | Versió "82" |
| ------------------ | ---------------------------- | ----------- |
|                    | Cota 349                     |             |
| Núm. Sèrie         | 51M24524                     |             |
| Anys               | 1982                         |             |
| CC                 | 349,6                        |             |
| Diàmetre x Carrera | 83,4 x 64 mm                 |             |
| Compressió         | 8,5:1                        |             |
| CV                 | 17,5 a 5.500 rpm             |             |
| Carburador         | Amal 27 mm                   |             |
| Canvi              | 6 velocitats                 |             |
| Suspensió davant   | Forquilla telescòpica        |             |
| Suspensió darrera  | Amortidors hidràulics        |             |
| Pneumàtic davant   | 2,75 x 21                    |             |
| Pneumàtic darrera  | 4,00 x 18                    |             |
| Frens davant       | Tambor 110 mm                |             |
| Frens darrera      | Tambor 110 mm                |             |
| Pes en sec         | 93 Kg                        |             |
| Capacitat dipòsit  | 5,5 litres                   |             |
| Pintura dipòsit    | Vermell amb parafangs grisos |             |

### MH 349
La "MH 349" era bàsicament una Cota 349 versió "82" amb un acabat estètic diferent. Fou una operació empresarial d'Honda encaminada a alliberar estocs no venuts, els quals es distribuïren amb aquesta denominació en exclusiva per la seva xarxa comercial a Europa durant un parell d'anys. Tècnicament, el que es va fer fou agafar les Cota 349 no venudes, pintar-les d'un color vermell mat més tirant cap al carbassa, amb unes franges adhesives blanques horitzontals, i pràcticament res més (tret de l'adopció per part de la MH 349 del far dels models petits).
Fitxa tècnica
| MH 349             | MH 349                                 | MH 349 |
| ------------------ | -------------------------------------- | ------ |
| Núm. Sèrie         | -                                      |        |
| Anys               | 1982 - 1983                            |        |
| CC                 | 349,6                                  |        |
| Diàmetre x Carrera | 83,4 x 64 mm                           |        |
| Compressió         | 8,5:1                                  |        |
| CV                 | 17 a 5.500 rpm                         |        |
| Carburador         | Amal 27 mm                             |        |
| Canvi              | 6 velocitats                           |        |
| Suspensió davant   | Forquilla telescòpica                  |        |
| Suspensió darrera  | Amortidors hidràulics                  |        |
| Pneumàtic davant   | 2,75 x 21                              |        |
| Pneumàtic darrera  | 4,00 x 18                              |        |
| Frens davant       | Tambor 110 mm                          |        |
| Frens darrera      | Tambor 110 mm                          |        |
| Pes en sec         | 93 Kg                                  |        |
| Capacitat dipòsit  | 5,5 litres                             |        |
| Pintura dipòsit    | Vermell carbassós amb franges blanques |        |

### Cota 350
La Cota 350 era idèntica en l'apartat mecànic a la 349, ja que duia el mateix motor. Estèticament se'n diferenciava pel seu llampant color vermell integral: conjunt dipòsit-selló, parafangs, porta-far, forquilla i amortidors del darrere eren d'aquest color. Els amortidors eren ara uns nous Betor Gas invertits.
Fitxa tècnica
| Cota 350           | Cota 350                        |
| ------------------ | ------------------------------- |
| Núm. Sèrie         | 51M26345                        |
| Anys               | 1983 - 1984                     |
| CC                 | 349,6                           |
| Diàmetre x Carrera | 83,4 x 64 mm                    |
| Compressió         | 8,5:1                           |
| CV                 | 17,5 a 5.500 rpm                |
| Carburador         | Amal 27 mm                      |
| Canvi              | 6 velocitats                    |
| Suspensió davant   | Forquilla telescòpica           |
| Suspensió darrera  | Amortidors hidràulics Betor Gas |
| Pneumàtic davant   | 2,75 x 21                       |
| Pneumàtic darrera  | 4,00 x 18                       |
| Frens davant       | Tambor 110 mm                   |
| Frens darrera      | Tambor 110 mm                   |
| Pes en sec         | 93 Kg                           |
| Capacitat dipòsit  | 5,5 litres                      |
| Pintura dipòsit    | Vermell amb parafangs vermells  |

1. ↑  D'altres fonts indiquen com a número de sèrie inicial el 51M26497[25]